# Chaetocanthus bechuanus
Chaetocanthus bechuanus är en skalbaggsart som beskrevs av Louis Albert Péringuey 1908. Chaetocanthus bechuanus ingår i släktet Chaetocanthus och familjen Ochodaeidae. Inga underarter finns listade i Catalogue of Life.